# 푸렌
푸렌(스페인어: Purén)은 칠레 아라우카니아 주 마예코 현에 위치한 도시로 면적은 464.9km2, 높이는 88m, 인구는 11,815명(2012년 기준)이다.